# 寧県
寧県（ねい-けん）は中華人民共和国甘粛省慶陽市に位置する県。県人民政府の所在地は新寧鎮。

## 地理
寧県は甘粛省東部、東経107度41分から108度34分、北緯35度15分から35度52分に位置する。馬連河の上流域にあたる。白酒（焼酒）で知られる。

## 行政区画
14鎮、4郷を管轄する：
- 鎮：新寧鎮、平子鎮、早勝鎮、長慶橋鎮、和盛鎮、湘楽鎮、新荘鎮、盤克鎮、中村鎮、焦村鎮、米橋鎮、良平鎮、太昌鎮、春栄鎮
- 郷：南義郷、瓦斜郷、金村郷、九峴郷

## 交通

### 鉄道
- 中国国家鉄路集団
  - 銀西高速鉄道（中国語版）
    - 寧県駅

### 道路
- 高速道路
  -  青蘭高速道路（中国語版）
  -  銀百高速道路
- 国道
  - G211国道
  - G244国道（中国語版）
  - G327国道（中国語版）

## 出身者
- 王凱華 - 競歩選手[2]